# Anton Schell
Anton Schell (* 17. November 1835 in Baden, Niederösterreich; † 9. Februar 1909 in Wien) war ein österreichischer Geodät, Photogrammeter und Hochschullehrer. Er war Rektor der Technischen Hochschule Wien.

## Leben
Anton Schell absolvierte sein Studium von 1853 bis 1859 am k.k. Polytechnischen Institut, anschließend war er Assistent an der Lehrkanzel für Praktische Geometrie bei Josef Philipp Herr. 1864 wechselte er als Professor für Geodäsie, Sphärische Astronomie und Darstellende Geometrie an das Polytechnikum in Riga. 1869 promovierte er an der Universität Göttingen zum Dr. phil. In seiner Zeit in Riga wurde er 1870 russischer Staatsrat und 1873 Ehrenmitglied des Naturforschenden Vereins Riga sowie korrespondierendes Mitglied des Technischen Vereines Riga. 
Ab 1873 lehrte er an der k.u.k. Technischen Militärakademie in Wien. Von 1885 bis zu seiner Emeritierung im Jahr 1905 war er ordentlicher Professor für Praktische Geometrie an der Technischen Hochschule Wien, wo er einen zweijährigen Geodätischen Kurs einrichtete und Photogrammetrie als Lehrgegenstand etablierte. Im Studienjahr 1889/90 wurde er zum Rektor der Technischen Hochschule Wien gewählt. 
Schell entwickelte und konstruierte verschiedene Geodätische Messinstrumente, etwa einen Universalphototheodoliten, einen photogrammetrischen Stereoskopapparat oder Präzisionsinstrumente zur optischen Distanz- und Höhenmessung. Gemeinsam mit Josef Maria Eder regte er 1891 die Einrichtung eines österreichischen Denkmalarchivs an und schlug vor, die Photogrammetrie für den Denkmalschutz einzusetzen. 1898 wurde mit der photogrammetrischen Aufnahme von Baudenkmälern begonnen.
1900 wurde er Mitglied des Österreichischen Patentamtes und 1904 der k.k. Normal-Eichungskommission in Wien. 1905 wurde er zum Hofrat ernannt.
Schell starb 1909 im Alter von 73 Jahren und wurde am Friedhof in Baden bei Wien bestattet.

## Publikationen (Auswahl)
- 1867: Über die Bestimmung der Constanten des Polarplanimeters, Sbb. Wien, mathematisch-naturwissenschaftliche Klasse 56, Abteilung 2
- 1868: Allgemeine Theorie des Polarplanimeters, Sbb. Wien, mathematisch-naturwissenschaftliche Klasse 58, Abteilung 2
- 1880: Die Tachymetrie mit besonderer Berücksichtigung des Tachymeters von Tichy und Starke
- 1881: Die Terrain-Aufnahme mit der tachymetrischen Kippregel von Tichy und Starke
- 1883: Die Methoden der Tachymetrie bei Anwendung eines Okular-Filar-Schrauben-Mikrometers
- 1903: Konstruktion und Betrachtung stereoskopischer Halbbilder, Sbb. Wien, mathematisch-naturwissenschaftliche Klasse 112, Abteilung 2a
- 1903/04: Das Universalstereoskop, Sbb. Wien, mathematisch-naturwissenschaftliche Klasse 112–113, Abteilung 2a
- 1904: Der photogrammetrische Stereoskopapparat
- 1904: Die stereophotogrammetrische Bestimmung der Lage eines Punktes im Raume
- 1906: Die stereophotogrammetrische Ballonaufnahme für topographische Zwecke, Sbb. Wien, mathematisch-naturwissenschaftliche Klasse 115, Abteilung 2a